# Adolf Albin
Adolf Albin (n. 14 septembrie 1848, București, Țara Românească – d. 1 februarie 1920, Viena, Republica Austriacă) a fost un șahist româno-austriac, cunoscut mai ales pentru așa-numitul „contragambit Albin” care-i poartă numele, și pentru prima carte de șah scrisă în limba română.

## Biografie
S-a născut la București într-o familie înstărită. Strămoșii lui, care erau din Hamburg, se stabiliseră la Jitomir (Ucraina) în secolul al XIX-lea, mutându-se apoi în România. După terminarea studiilor la Viena, s-a reîntors în România, unde a fost patronul tipografiei Frothier din București. După scurt timp l-a cunoscut pe dr. Bethel Henry, Baron von Stroussberg (poreclit „regele căilor ferate”), pentru care a lucrat ca traducător. Când firma lui Stroussberg a dat faliment în 1875, Albin s-a mutat din nou la Viena, de data aceasta cu soția și cei trei copii. A murit la vârsta de 72 de ani la un sanatoriu din Viena.

## Cariera de șahist
Albin a început să joace șah relativ târziu: conform enciclopediei de șah Oxford Companion to Chess a învățat șahul între vârsta de 20-30 de ani, și nu a participat la turnee internaționale decât după ce împlinise vârsta de 40 de ani. Cel mai bun rezultat l-a avut la New York în 1893, unde s-a plasat pe locul doi, după Emanuel Lasker (care a avut un scor perfect de 13/13), dar înaintea lui Jackson Showalter, Harry Nelson Pillsbury și alții. A participat la foarte puternicele turnee de la Hastings (1895, scor 8,5/21) și Nürenberg  (1896, scor 7/18). La New York în 1894 și la Nürnberg în 1896 l-a învins pe campionul mondial Wilhelm Steinitz. A fost autorul primului manual de șah în limba română: Amiculŭ Joculu de Scachu Teoreticu și Practicu, tipărit la București în 1872.
Albin este eponimul diferitelor variante de deschideri, cea mai cunoscută fiind „contragambit Albin” din „gambitul reginei” (1.d4 d5 2.c4 e5) și „atacul  Albin” din „apărarea franceză” (1.e4 e6 2.d4 d5 3.Nc3 Nf6 4.Bg5 Be7 5.e5 Nfd7 6.h4; cunoscut și sub numele de „atacul Alekhine-Chatard”).